# Molophilus harrisianus
Molophilus harrisianus är en tvåvingeart som beskrevs av Alexander 1925. Molophilus harrisianus ingår i släktet Molophilus och familjen småharkrankar. Inga underarter finns listade i Catalogue of Life.